# Karl Rudolphi
Karl Asmund Rudolphi (1771 – 1832) va ser un naturalista alemany nascut a Suècia i considerat el "pare de l'helmintologia".
Els pares de Rudolphi eren d'ascendència alemanya. Es va doctorar el 1795, per la Universitat de Greifswald, de la qual va ser nomenat Professor d'Anatomia. Va treballar en els camps de la botànica, zoologia, anatomia i fisiologia.
La seva primera gran publicació va ser sobre els cucs paràsits,"Enterozoorum Sive Vermium Intestinalium Historia Naturalis". Aquesta és la primera publicació a descriure els Nematoda. La seva segona publicació, "Synopsis cui accedunt mantissima duplex et indices locupletissima" va ser la primera a detallar el cicle de nematodes importants en humans, com Ascaris lumbricoides.
El 1810 va ser nomenat Professor d'Anatomia i Fisiologia a la Universitat de Berlin. El 1816 va ser elegit membre formal del la Reial Acadèmia Sueca de Ciències.
El 1821, Rudolphi publicà "Grundriss der Physiologie", on argumentava que el gènere humà es podia subdividir en espècies, no pas en races. El seu treball va precedir el racisme científic de l'època nazi a Escandinàvia.
Rudolphi va morir a Berlín el 1832, i va ser succeït a la universitat pel seu alumne Johannes Müller. Hi ha una Medalla Rudolphi per l'excel·lència científica. 